# Живот след смъртта
Живот след смъртта или задгробен живот е метафизична концепция, означаваща продължаване на съществуването под някаква форма след физическата смърт.
Различни форми на идеята за живот след смъртта включват:
- Вяра в „отвъдното“ (рай, ад, и т.н.): След смъртта, мъртвият (или неговата душа) се озовават в друг свят
- Вяра в призраци: духът на мъртвия продължава съществуването си в този свят под формата на призрак
- Вяра в прераждането или метемпсихоза: душата се връща на земята в друго тяло (в растение или животно)
- Вяра в живи мъртъвци: след смъртта, трупът оживява (зомби, немъртъв)

В различни религиозни традиции съществуват многобройни погребалните ритуали, в които се поднася храна на мъртвите.
В литературата и киното идеята е експлоатирана в нови форми като „копиране на мозъка“ (на английски: mind transfer, mind uploading или mind downloading), с което изкуствено се придобива възможност за живот сред смъртта.